# Terapus infernalis
Terapus infernalis är en skalbaggsart som först beskrevs av Henry Clinton Fall 1907.  Terapus infernalis ingår i släktet Terapus och familjen stumpbaggar. Inga underarter finns listade i Catalogue of Life.